# 龍ケ崎市コミュニティバス

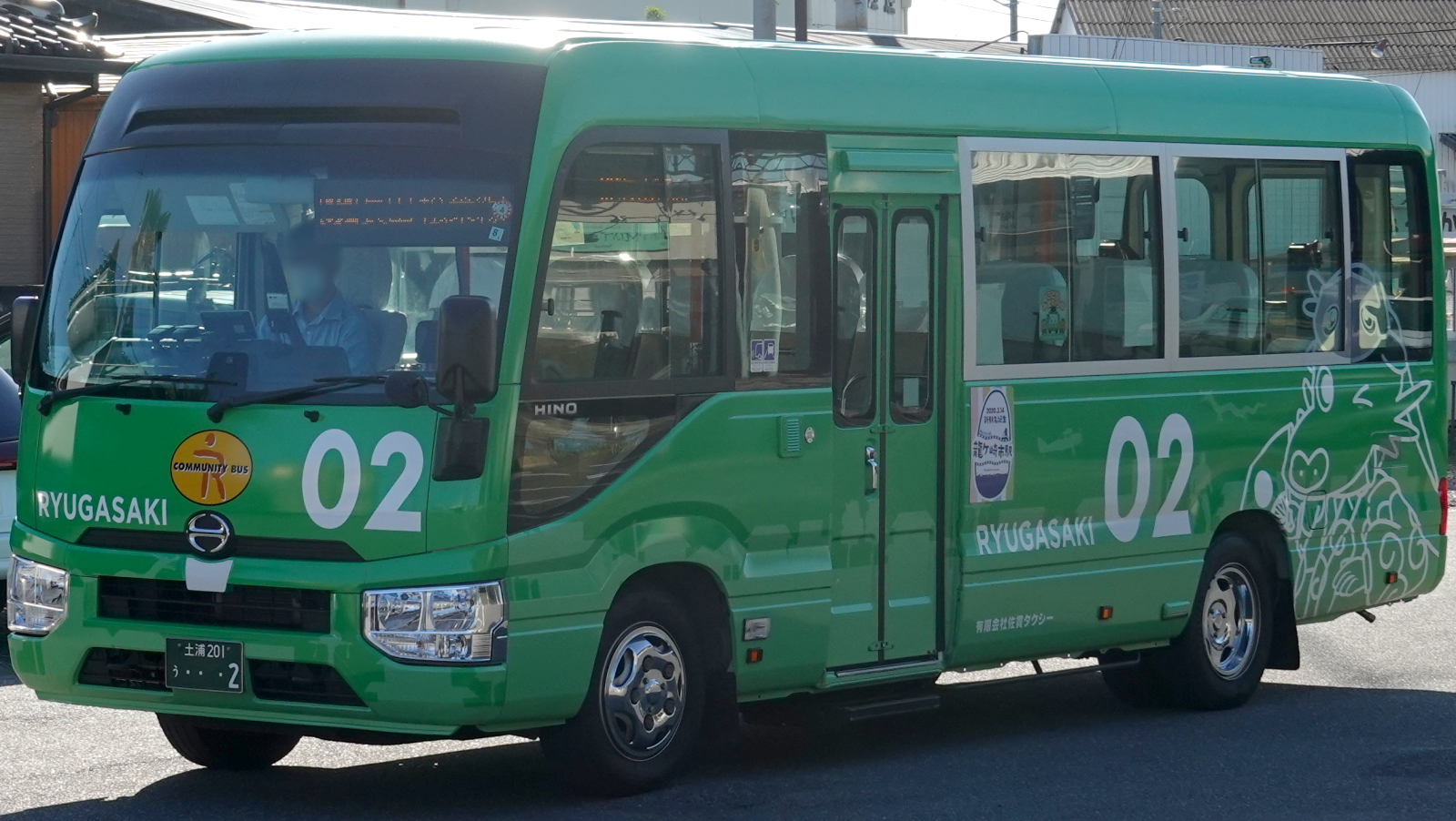
02ルートの車両（受託:佐貫タクシー）

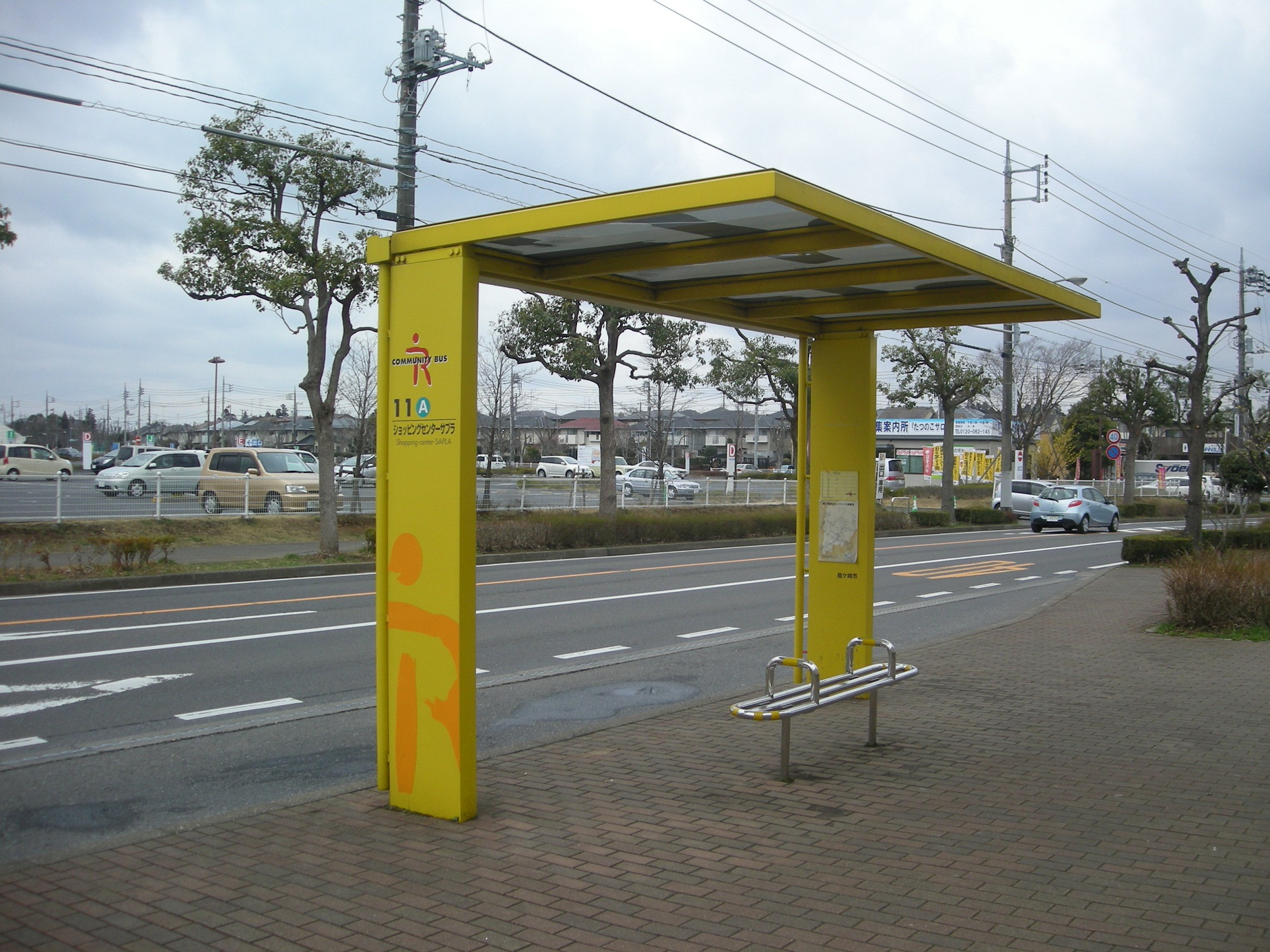
「ショッピングセンターサプラ」停留所

龍ケ崎市コミュニティバス（りゅうがさきしコミュニティバス）は、茨城県龍ケ崎市で運行されているコミュニティバス。

## 概要
公共交通の利用促進及び交通弱者の移動手段の確保を目的に、2002年（平成14年）7月1日に運行を開始した。当初は循環ルート及びA - Cルートのみの運行であったが、2007年（平成19年）4月1日の再編でA - Cルート3路線がA - Eルート5路線へ拡充され、全路線ともバリアフリー対応車両となった。
なおコミュニティバスの運行開始に併せて、龍ケ崎市と関東鉄道の連携により路線バスの昼間割引を実施している。目的は自家用車からバスへの転換を促すことで、環境への配慮と交通事故防止をねらいとする。※昼間割引は市内移動であれば初乗り運賃170円、上限210円となっている。

## 運転系統
ここでは主要停留所のみ掲載する。他の停留所については#外部リンクを参照。
（循環ルート）内20、外20便。以前より大幅増。
運行事業者：関東鉄道
- 内回り（反時計回り）：竜ヶ崎駅 → 米町→ にぎわい広場→竜ケ崎二高入口→観音前→城南ショッピングセンター→警察署前→竜ケ崎一高下→流通経済大学前→済生会病院→ショッピングセンターサプラ→小柴四丁目→文化会館→市役所→竜ケ崎駅

- 外回り（時計回り）：竜ヶ崎駅 →　文化会館→　市役所→ショッピングセンターサプラ（イトーヨーカドー竜ヶ崎店） →小柴四丁目→済生会病院 → 流通経済大学前→竜ケ崎一高下→警察署前→城南ショッピングセンター→観音前→竜ケ崎二高入口→にぎわい広場→米町→竜ヶ崎駅

運行事業者：平成観光自動車(01，03，04，05、シャトルバス路線担当）,佐貫タクシー（02，06，07路線担当）
- 01（南ヶ丘・長沖線）：竜ケ崎駅-栄町-西コミュニティセンター前-姫宮西-※(竜ケ崎南高前）-総合福祉センター-南ヶ丘一丁目-豊田町根柄※一部竜南高ルート。
- 02（長山線・松葉線）： 竜ヶ崎駅 - 文化会館 - 市役所-ショッピングセンターサプラ（イトーヨーカドー竜ヶ崎店)- ニュータウン中央- 松葉小学校-長山
- 03（長戸・白羽線）福祉センター - 竜ヶ崎駅 - 城ノ内 - 長峰 - ※大塚 - 湯ったり館　※「大塚」は「湯ったり館」方面のみ
- 04（大宮線）：総合福祉センター - 竜ヶ崎駅 - 般若院 - 砂町 -　大宮コミュニティセンター
- 05（八原線）：下泉 -女化西-済生会病院-総合運動公園-八原小学校南-済生会病院 - ※「森林公園」は「上泉」方面のみ、一部竜ケ崎駅行き有り
- 06（佐貫・川原代線）龍ケ崎市駅東口-馴柴コミュニティーセンター-川原代西-総合福祉センター-文化会館市役所-竜ケ崎駅
- 07（若柴線）龍ケ崎市駅西口-佐貫台-龍ケ崎市駅東口-馴柴小学校北-若柴南-星宮神社-ニュータウン中央-松葉小学校ショッピングセンターサプラ
- シャトルバス竜ケ崎駅-市役所-済生会病院-市役所-竜ケ崎駅-総合福祉センター-竜ケ崎駅

## 運賃・乗降方法
運賃は大人・子どもともに、1回の乗車に付き200円均一（未就学児は無料）で、全路線とも前払い方式である。※循環ルートのみICカード利用可能
- 回数乗車券は、11枚綴りで発売額1,000円である。車内で発売する。
- 一日乗車券　400円。車内で販売
- 乗り継ぎ券　一回限り無料。

- 身体障害者手帳・療育手帳・精神障害者保健福祉手帳所有者と、第1種身体障害者・第1種知的障害者の介護者は、運賃が50円となる。

- 高齢者公共交通定期券　(通称　おたっしゃパス)

　　70歳以上の方を対象に、コミュニティバスの全ルートが自由に利用できる定期券を販売している。
- 高齢者運転免許　自主返納支援事業　高齢者による交通事故防止対策の１つとして、７０歳以上の高齢者が運転免許の全部を返納した場合に、龍ヶ崎のコミュニティバスの１年無料乗車券が進呈される。

- 小学生の通学割引制度　　通学の際にコミュニティバスを利用する小学生は、申請書に必要情報を書けば、１０枚綴り乗車券が500円で販売している。(運賃が１回50円となる)　※現金５０円での乗車はできないため回数乗車券を購入しなければならない。

## 車両
日野・ポンチョ（循環ルート）
車体色　白ボディ　虹のデザイン
日野・リエッセII
車体色　01（水色）　02（緑）　03（黄）　04(赤）　05（紫）　06（青）　07(橙）、シャトル(ピンク）

※循環ルートは当初、クセニッツCITY-IIIのCNG車で運行されていたが、不調により2007年（平成19年）に現在の車両へ代替。
循環ルート以外は三菱ふそう・ローザで運行されていたが、2019年（令和元年）に現在の車両へ代替。循環ルートも同じポンチョながら虹デザインの新車に代替された。
専用車両の整備・点検時における代替車両
循環ルート - 関東鉄道竜ヶ崎営業所に在籍する一般路線用の中型車で運行
A - Eルート：三菱ふそうローザの予備車（車体色：ピンク）で運行

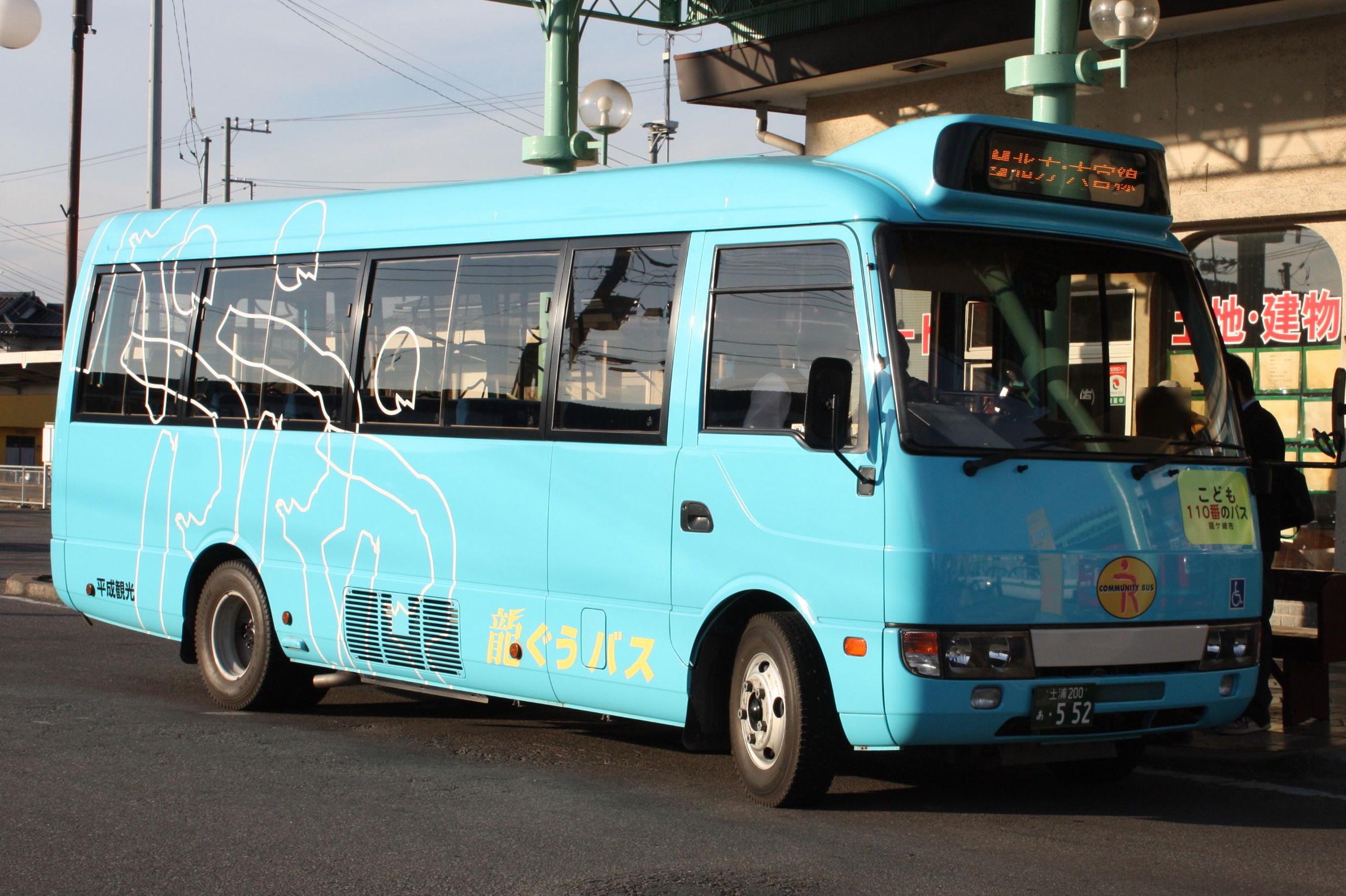
Cルートの車両（受託:平成観光自動車）
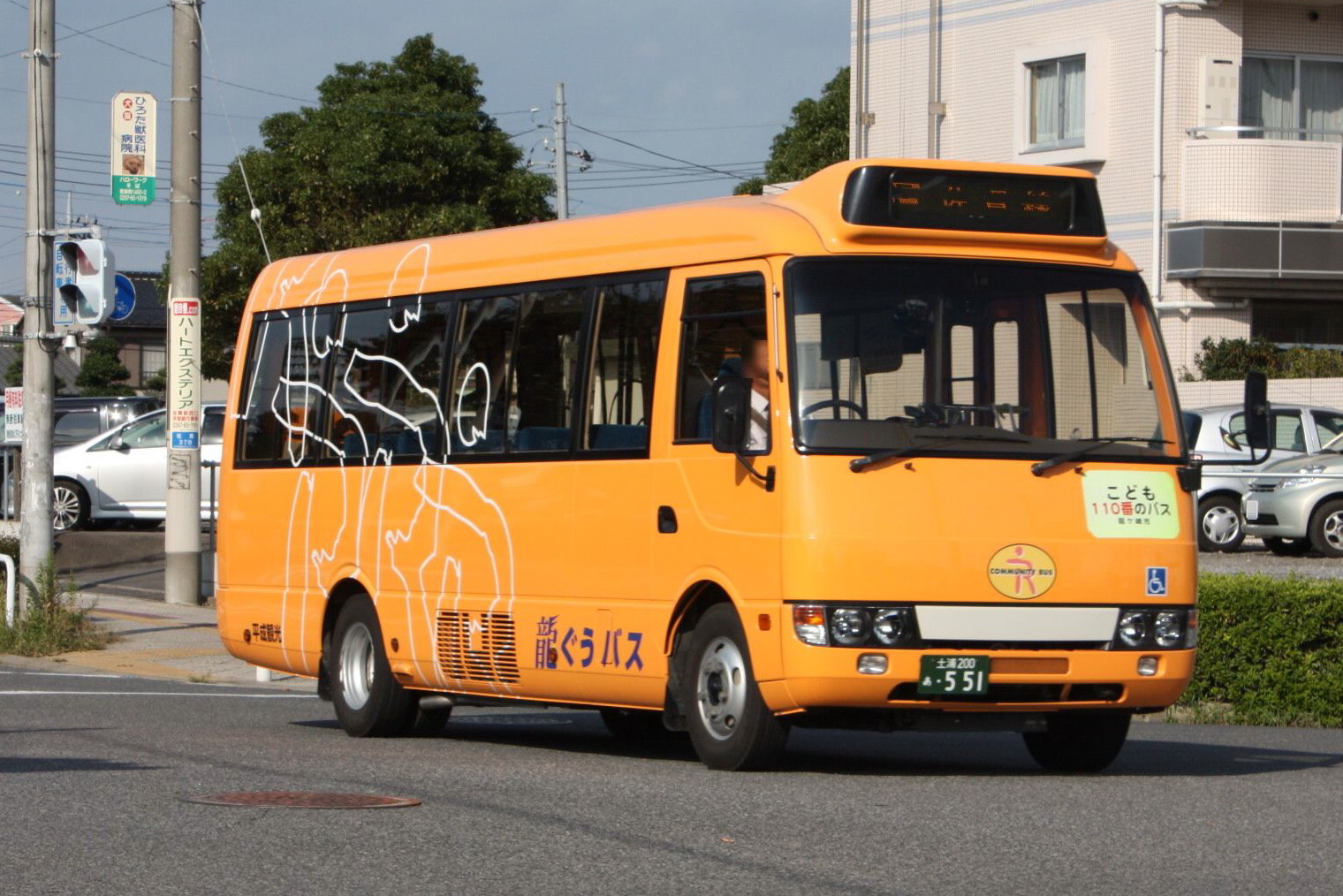
D・Eルートの車両（受託:平成観光自動車）